# Paphiopedilum
Paphiopedilum är ett släkte av orkidéer. Paphiopedilum ingår i familjen orkidéer.

## Bildgalleri

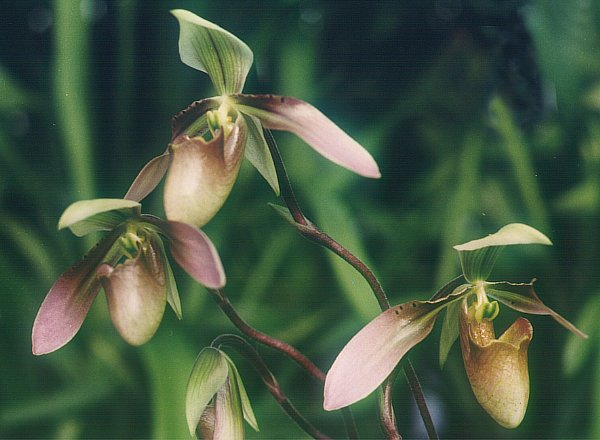
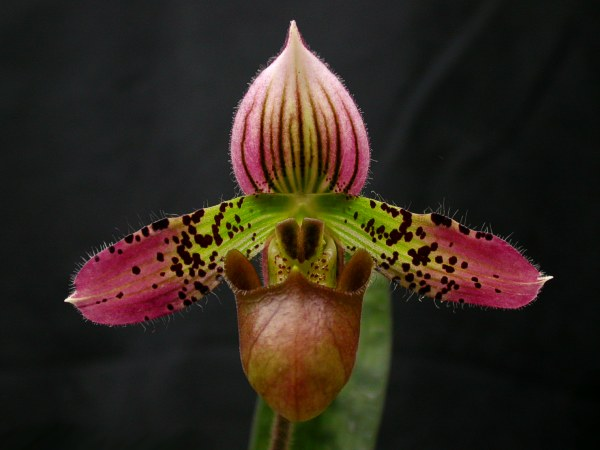
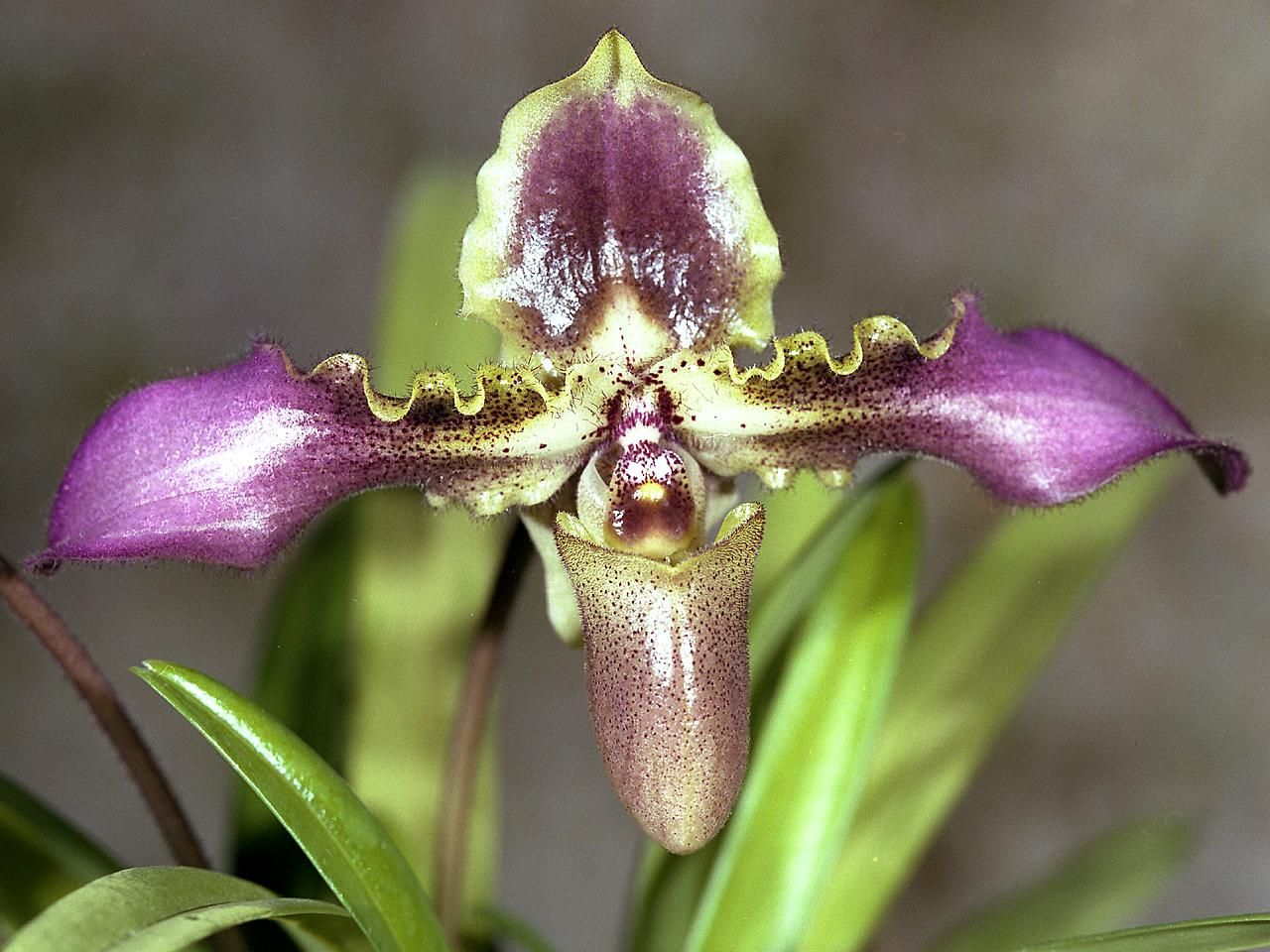
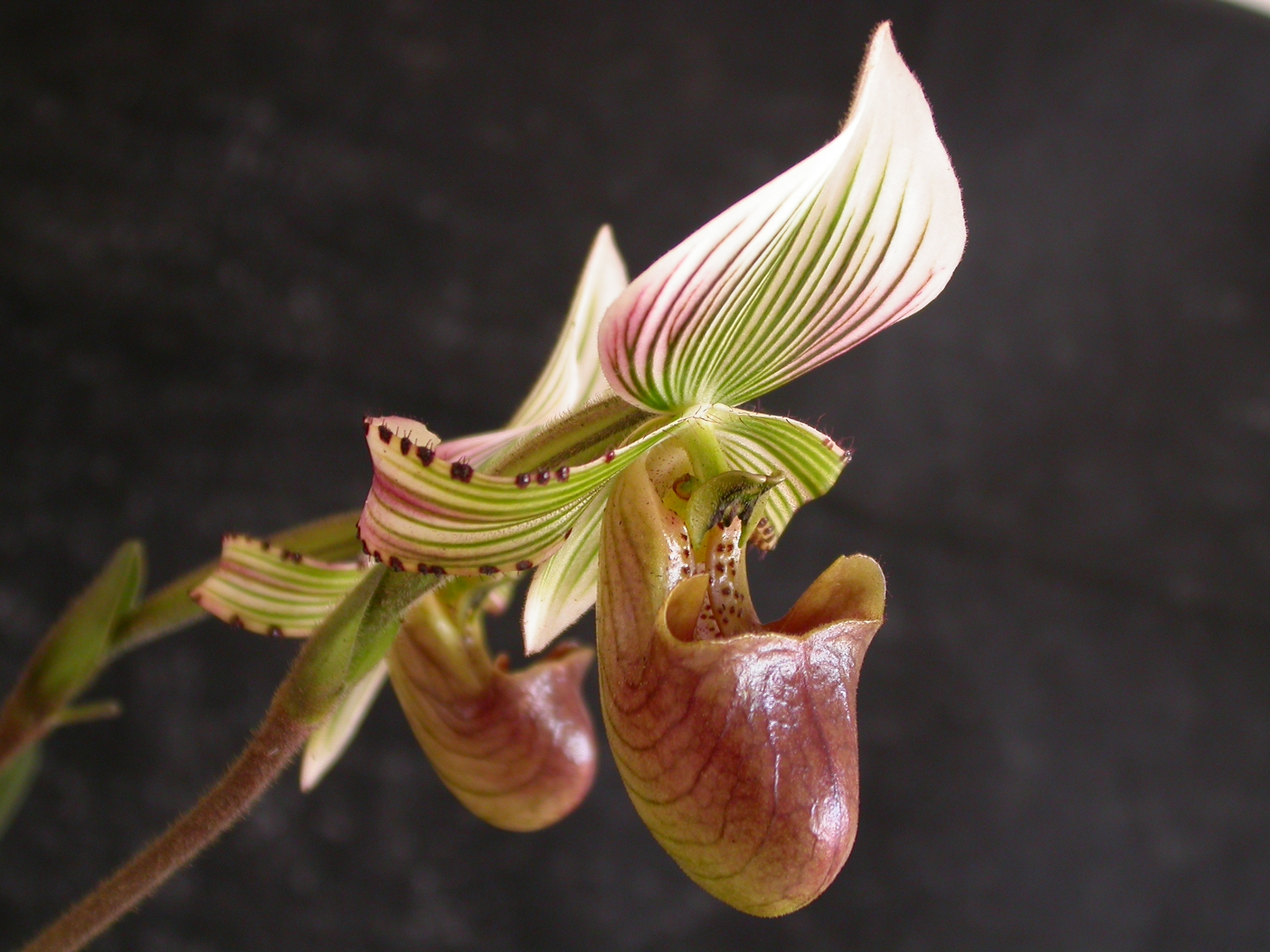
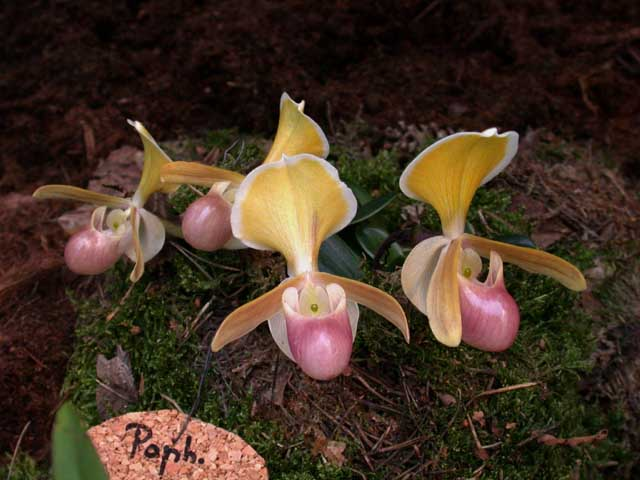
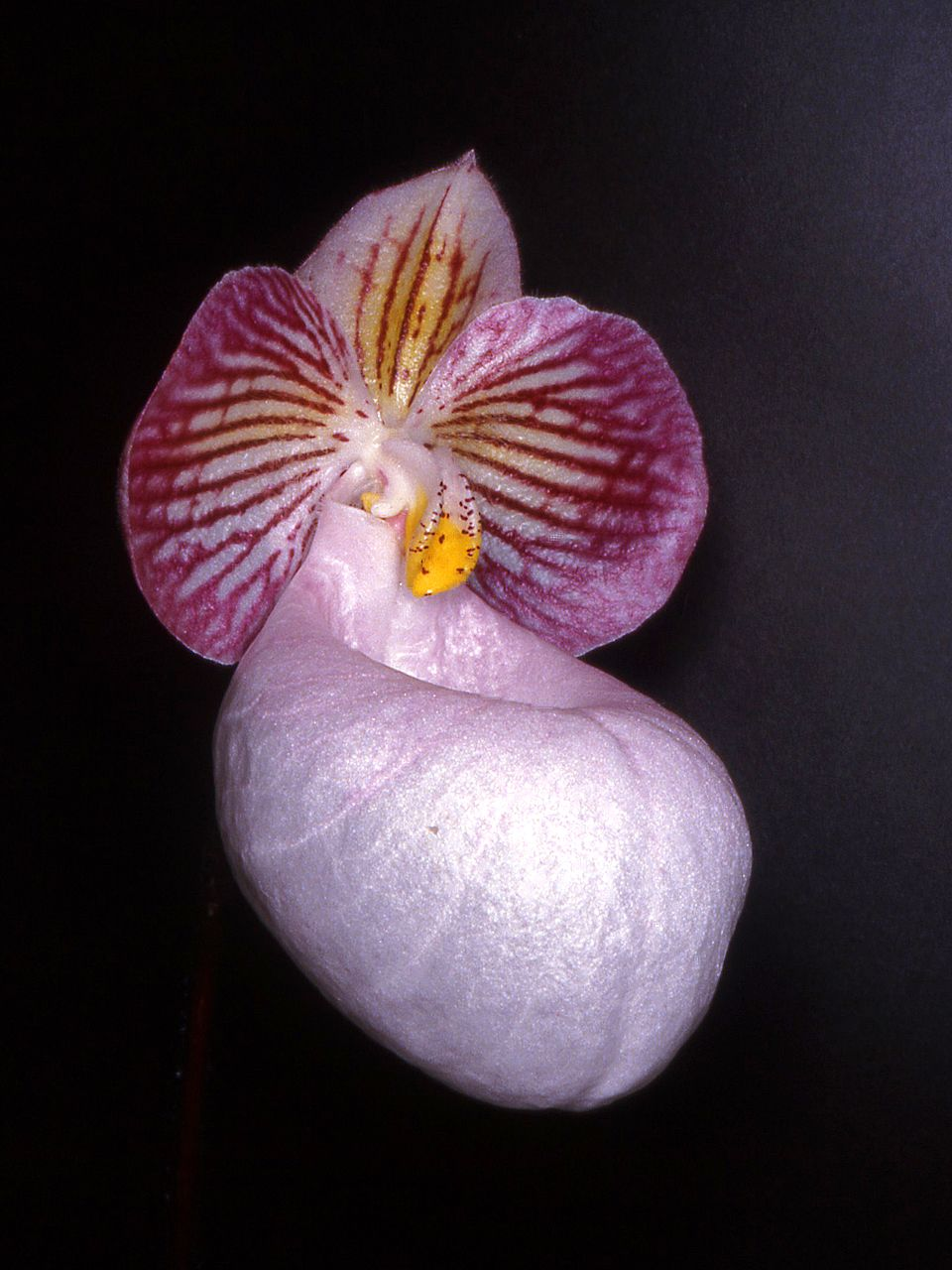

## Dottertaxa tillPaphiopedilum, i alfabetisk ordning[1]
- Paphiopedilum acmodontum
- Paphiopedilum adductum
- Paphiopedilum appletonianum
- Paphiopedilum aranianum
- Paphiopedilum areeanum
- Paphiopedilum argus
- Paphiopedilum armeniacum
- Paphiopedilum aspersum
- Paphiopedilum barbatum
- Paphiopedilum barbigerum
- Paphiopedilum bellatulum
- Paphiopedilum bougainvilleanum
- Paphiopedilum bullenianum
- Paphiopedilum burbidgei
- Paphiopedilum callosum
- Paphiopedilum canhii
- Paphiopedilum charlesworthii
- Paphiopedilum ciliolare
- Paphiopedilum concolor
- Paphiopedilum cribbii
- Paphiopedilum dalatense
- Paphiopedilum dayanum
- Paphiopedilum delenatii
- Paphiopedilum dianthum
- Paphiopedilum dixlerianum
- Paphiopedilum druryi
- Paphiopedilum emersonii
- Paphiopedilum expansum
- Paphiopedilum exul
- Paphiopedilum fairrieanum
- Paphiopedilum fanaticum
- Paphiopedilum fowliei
- Paphiopedilum frankeanum
- Paphiopedilum gigantifolium
- Paphiopedilum glanduliferum
- Paphiopedilum glanzii
- Paphiopedilum glaucophyllum
- Paphiopedilum godefroyae
- Paphiopedilum gratrixianum
- Paphiopedilum grussianum
- Paphiopedilum hangianum
- Paphiopedilum haynaldianum
- Paphiopedilum helenae
- Paphiopedilum hennisianum
- Paphiopedilum henryanum
- Paphiopedilum herrmannii
- Paphiopedilum hirsutissimum
- Paphiopedilum hookerae
- Paphiopedilum huangrongshuanum
- Paphiopedilum insigne
- Paphiopedilum intaniae
- Paphiopedilum javanicum
- Paphiopedilum kimballianum
- Paphiopedilum kolopakingii
- Paphiopedilum lawrenceanum
- Paphiopedilum liemianum
- Paphiopedilum littleanum
- Paphiopedilum lowii
- Paphiopedilum lushuiense
- Paphiopedilum malipoense
- Paphiopedilum mastersianum
- Paphiopedilum mattesii
- Paphiopedilum micranthum
- Paphiopedilum niveum
- Paphiopedilum ooii
- Paphiopedilum papuanum
- Paphiopedilum parishii
- Paphiopedilum parnatanum
- Paphiopedilum pereirae
- Paphiopedilum petchleungianum
- Paphiopedilum philippinense
- Paphiopedilum platyphyllum
- Paphiopedilum powellii
- Paphiopedilum pradhanii
- Paphiopedilum primulinum
- Paphiopedilum purpuratum
- Paphiopedilum qingyongii
- Paphiopedilum randsii
- Paphiopedilum rothschildianum
- Paphiopedilum sanderianum
- Paphiopedilum sangii
- Paphiopedilum sanjiangianum
- Paphiopedilum schoseri
- Paphiopedilum shipwayae
- Paphiopedilum siamense
- Paphiopedilum sinovillosum
- Paphiopedilum spicerianum
- Paphiopedilum spicerovenustum
- Paphiopedilum stonei
- Paphiopedilum sugiyamanum
- Paphiopedilum sukhakulii
- Paphiopedilum supardii
- Paphiopedilum superbiens
- Paphiopedilum thaianum
- Paphiopedilum tigrinum
- Paphiopedilum tonsum
- Paphiopedilum tranlienianum
- Paphiopedilum undulatum
- Paphiopedilum urbanianum
- Paphiopedilum wardii
- Paphiopedilum vejvarutianum
- Paphiopedilum wenshanense
- Paphiopedilum wentworthianum
- Paphiopedilum venustoinsigne
- Paphiopedilum venustum
- Paphiopedilum victoria-mariae
- Paphiopedilum victoria-regina
- Paphiopedilum vietenryanum
- Paphiopedilum vietnamense
- Paphiopedilum wilhelminae
- Paphiopedilum villosum
- Paphiopedilum violascens
- Paphiopedilum yingjiangense